# Aarøsund
 (février 2025).
Si vous disposez d'ouvrages ou d'articles de référence ou si vous connaissez des sites web de qualité traitant du thème abordé ici, merci de compléter l'article en donnant les références utiles à sa vérifiabilité et en les liant à la section « Notes et références ».
 (octobre 2024).
La mise en forme du texte ne suit pas les recommandations de Wikipédia : il faut le « wikifier ».
Les points d'amélioration suivants sont les cas les plus fréquents. Le détail des points à revoir est peut-être précisé sur la page de discussion.
- Les titres sont pré-formatés par le logiciel. Ils ne sont ni en capitales, ni en gras.
- Le texte ne doit pas être écrit en capitales (les noms de famille non plus), ni en gras, ni en italique, ni en « petit »…
- Le gras n'est utilisé que pour surligner le titre de l'article dans l'introduction, une seule fois.
- L'italique est rarement utilisé : mots en langue étrangère, titres d'œuvres, noms de bateaux, etc.
- Les citations ne sont pas en italique mais en corps de texte normal. Elles sont entourées par des guillemets français : « et ».
- Les listes à puces sont à éviter, des paragraphes rédigés étant largement préférés. Les tableaux sont à réserver à la présentation de données structurées (résultats, etc.).
- Les appels de note de bas de page (petits chiffres en exposant, introduits par l'outil «  Source ») sont à placer entre la fin de phrase et le point final[comme ça].
- Les liens internes (vers d'autres articles de Wikipédia) sont à choisir avec parcimonie. Créez des liens vers des articles approfondissant le sujet. Les termes génériques sans rapport avec le sujet sont à éviter, ainsi que les répétitions de liens vers un même terme.
- Les liens externes sont à placer uniquement dans une section « Liens externes », à la fin de l'article. Ces liens sont à choisir avec parcimonie suivant les règles définies. Si un lien sert de source à l'article, son insertion dans le texte est à faire par les notes de bas de page.
- La présentation des références doit suivre les conventions bibliographiques. Il est recommandé d'utiliser les modèles {{Ouvrage}}, {{Chapitre}}, {{Article}}, {{Lien web}} et/ou {{Bibliographie}}. Le mode d'édition visuel peut mettre en forme automatiquement les références.
- Insérer une infobox (cadre d'informations à droite) n'est pas obligatoire pour parachever la mise en page.

Pour une aide détaillée, merci de consulter Aide:Wikification.
Si vous pensez que ces points ont été résolus, vous pouvez retirer ce bandeau et améliorer la mise en forme d'un autre article.
Aarøsund est un village du sud-est du Danemark situé dans la région de Sønderjylland à 15 kilomètres à l'est de Haderslev. C'est également le nom du détroit étroit entre le village et l'île d'Årø. Il compte 311 habitants (1er janvier 2024) et fait partie de la municipalité de Haderslev et de l'entité régionale Région du Danemark du Sud, ainsi que de la paroisse d'Øsby.

blason De Aarø

Malgré sa petite taille, Aarøsund a joué un rôle important dans l'histoire du Danemark. Des études archéologiques ont montré que la région était habitée depuis l'âge du fer et que de nombreux outils en silex suggéraient une occupation encore plus ancienne.
En 1231, le cadastre du roi Valdemar mentionne la souveraineté du roi sur la ligne de ferry entre Aarøsund et Assens sur l'île de Fionie. En 1640, les services postaux royaux danois décidèrent que la ligne de ferry Assens-Aarøsund - au lieu de la ligne de ferry reliant Middelfart et Snoghøj - ferait partie de la plus importante ligne postale danoise de l'époque, Copenhague - Hambourg.
Le domaine du ferry, situé à proximité du front de mer, a fourni un abri à de nombreuses personnalités célèbres en attente d'un billet sûr pour Fionie, notamment à de nombreux rois danois. Hans Christian Andersen, l'écrivain de contes de fées de renommée mondiale, a noté ses séjours à Aarøsund dans ses journaux de voyage.
À la fin du XVIe siècle, le roi danois Christian IV avait prévu de construire un navire à Haderslev, mais le fjord étant ensablé, il choisit plutôt Aarøsund comme site de construction.
Le phare, visible ici à droite, est l'emblème du village. Le phare actuel a été construit pendant l'occupation allemande du Sønderjylland de 1864 à 1920, mais le premier phare a été érigé dès 1777.
Traditionnellement, le village attirait en été de nombreux touristes, danois et étrangers (notamment allemands), en raison de son atmosphère de village de pêcheurs charmant, mais les nombreuses reconstructions du port ont rendu le front de mer moins attrayant qu'auparavant. Il est cependant toujours considéré comme un lieu de pêche de premier ordre par les pêcheurs.
A quelques kilomètres au sud du village, le camping Gammelbro, le plus grand du Danemark, peut accueillir environ 900 personnes. L'Aarøsund Badehotel est une autre option plus luxueuse pour passer la nuit. Il a été construit en 1903 et a subi une rénovation complète dans les années 1990, ce qui lui donne l'air d'être presque neuf. Des dizaines de maisons d'été à proximité de la plage et un Bed & Breakfast récemment ouvert offrent encore plus d'options.
Un port de plaisance a été construit au nord du vieux port en 1988 et peut accueillir 151 bateaux. À côté du port de plaisance, un ancien hangar à locomotives abrite Aarøsund Bådebyggeri, un petit chantier naval qui fait honneur à la qualité du travail. La zone abrite également un centre communautaire et un restaurant de pêche.
À mi-chemin entre le vieux port et le camping, un ancien bunker allemand, construit à l'époque de la Première Guerre mondiale, apparaît sur la plage. Pendant la Première Guerre mondiale, il faisait partie de la « Sicherungsstellung Nord », une ligne allemande de 900 bunkers couvrant la région de Sønderjylland, construite pour arrêter une éventuelle invasion anglaise via la côte du Jutland. Dans le dialecte local, Sønderjysk, le bunker est appelé « Æ Unnestan ».